# Willy Rampf
Willy Rampf (Maria Thalheim, 1953. június 20. –) német autómérnök. A Formula–1-es Sauber egykori technikai igazgatója.

## Pályafutása
Az 1993-as dél-afrikai nagydíjon debütált a Formula–1-ben a Sauber csapatnál. Félévvel később ő lett a csapat egyik verseny mérnöke.
Három éven keresztül volt Heinz-Harald Frentzen mérnöke. 1997-ben volt Nicola Larini, Norberto Fontana, és Gianni Morbidelli mérnöke is. 1997 végén visszatért a BMW-hez, ahol a motorkerékpár fejlesztésén vett részt a Dakar-ralira. Richard Sainct a BMW-vel nyeri meg a versenyt.
1999 végén Rampf visszatér a Sauber-hez, ahol 2000. április 1-jétől ő lesz a műszaki igazgató, majd amikor 2005-ben becsatlakozik a BMW a csapatba és BMW Sauber-ként működik tovább ő marad a régi pozíciójában. 2009-ben a BMW kiszállását követően is maradt a csapat műszaki igazgatója.
2010 áprilisában elhagyta a Saubert és őt váltotta a csapatnál James Key. 2011 augusztusától ő a Volkswagen Motorsport technikai igazgatója, ahol elsősorban a 2012-es rali-világbajnokságon részvevő autó tervezése a feladata.